# Masicera quadrimaculata
Masicera quadrimaculata är en tvåvingeart som beskrevs av Robineau-desvoidy 1863. Masicera quadrimaculata ingår i släktet Masicera och familjen parasitflugor.
Artens utbredningsområde är Frankrike. Inga underarter finns listade i Catalogue of Life.